# 阿奥梅
阿奥梅是墨西哥锡那罗亚州的一个市镇，其行政中心位于洛斯莫奇斯，位于加利福尼亚湾畔。